# Jesús Posada Moreno
Jesús María Posada Moreno (Soria, 4 de abril de 1945) es un político y funcionario español que ejerció de presidente del Congreso de los Diputados entre los años 2011 y 2016 y dos veces de ministro. Asimismo, ha sido diputado por la circunscripción electoral de Soria desde 1993 hasta 2019 y ha presidido la Comisión Constitucional del Congreso.
Ha sido gobernador civil de Huelva (1979-1981), presidente de la Junta de Castilla y León (1989-1991) y ministro de Agricultura, Pesca y Alimentación (1999-2000) y de Administraciones Públicas (2000-2002) del Gobierno español.

## Biografía

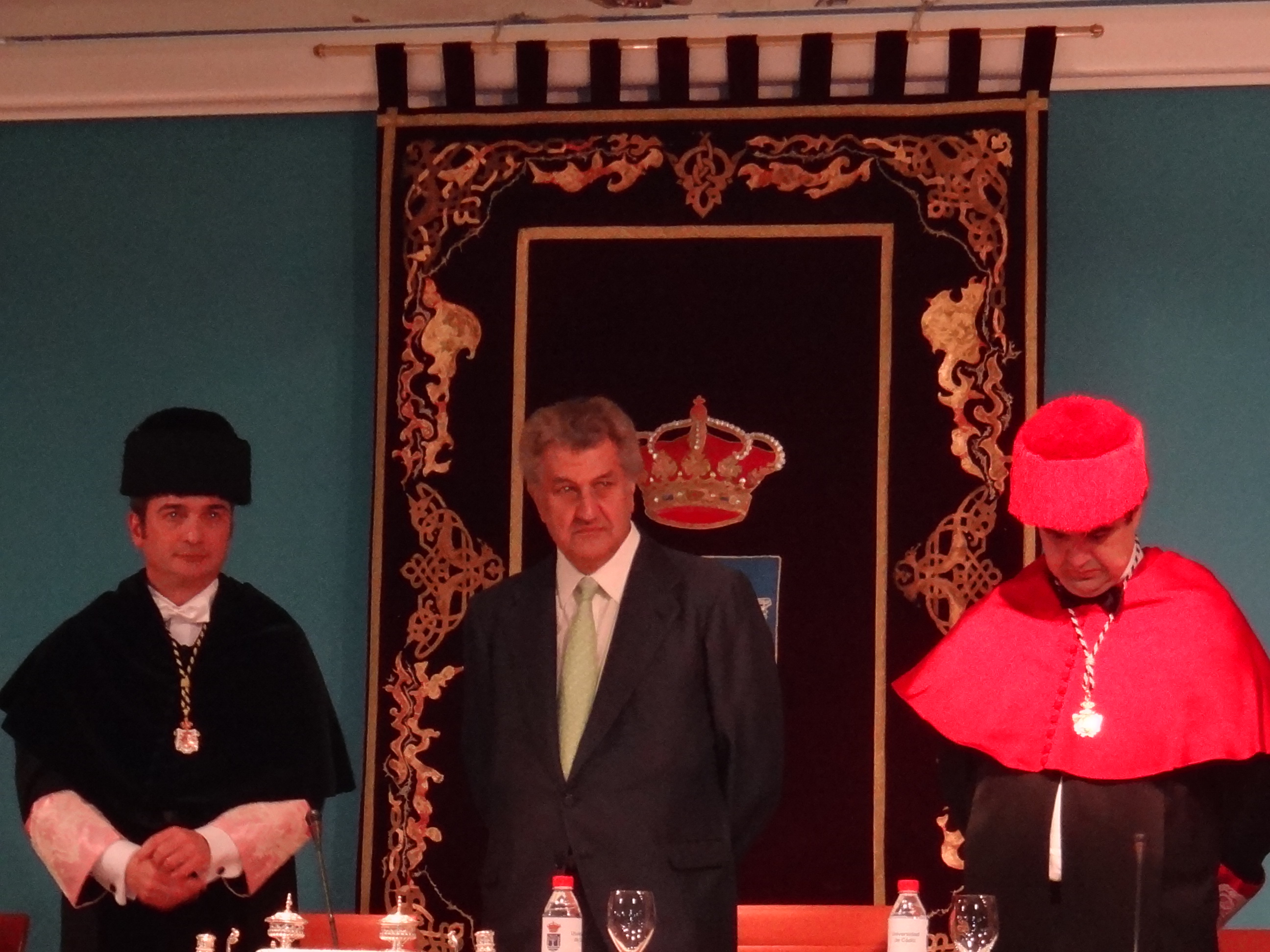
Jesús Posada, en el centro.

Natural de Soria, Jesús Posada es el hijo mayor de Jesús Posada Cacho, que fue capitán de complemento de las milicias falangistas de Soria y  alcalde de Soria entre 1943 y 1946  , y gobernador civil de Soria (1946), de Burgos y Valencia (1956-1962), y presidente del Sindicato Nacional del Azúcar hasta 1975. Su madre es Carmen Moreno Navarrete. Sus hermanos menores son Luis Javier, Carmen y Ana. Él, por su parte, es ingeniero de Caminos, Canales y Puertos por la Universidad Politécnica de Madrid, licenciado en Ciencias Económicas por la Universidad Complutense de Madrid y funcionario de carrera en el Cuerpo Superior de Administradores Civiles del Estado.
Su esposa es María Blanca de la Mata Pobes, hija de Hilario de la Mata y Sáenz de Calahorra, Marqués de Vargas fallecido en mayo de 1976, y de María Teresa Pobes Salvador. Es Pelayo de la Mata, el hermano de ella, el actual marqués y es su familia la propietaria de las bodegas Marqués de Vargas, próxima a la ciudad de Logroño. Posada y su esposa tienen tres hijos: Jesús, Blanca y Rocío. Jesús y Blanca, fueron llamados en honor a sus padres. Rocío, en honor a la Virgen del Rocío. Las niñas nacieron durante su labor como gobernador civil de Huelva.
El 13 de septiembre del 2018 Posada y José Ignacio Llorens, diputados del Partido Popular,  fueron los únicos diputados de todo el hemiciclo que votaron en contra de la exhumación de los restos del dictador Franco del Valle de los Caídos.

### Presidente de Castilla y León

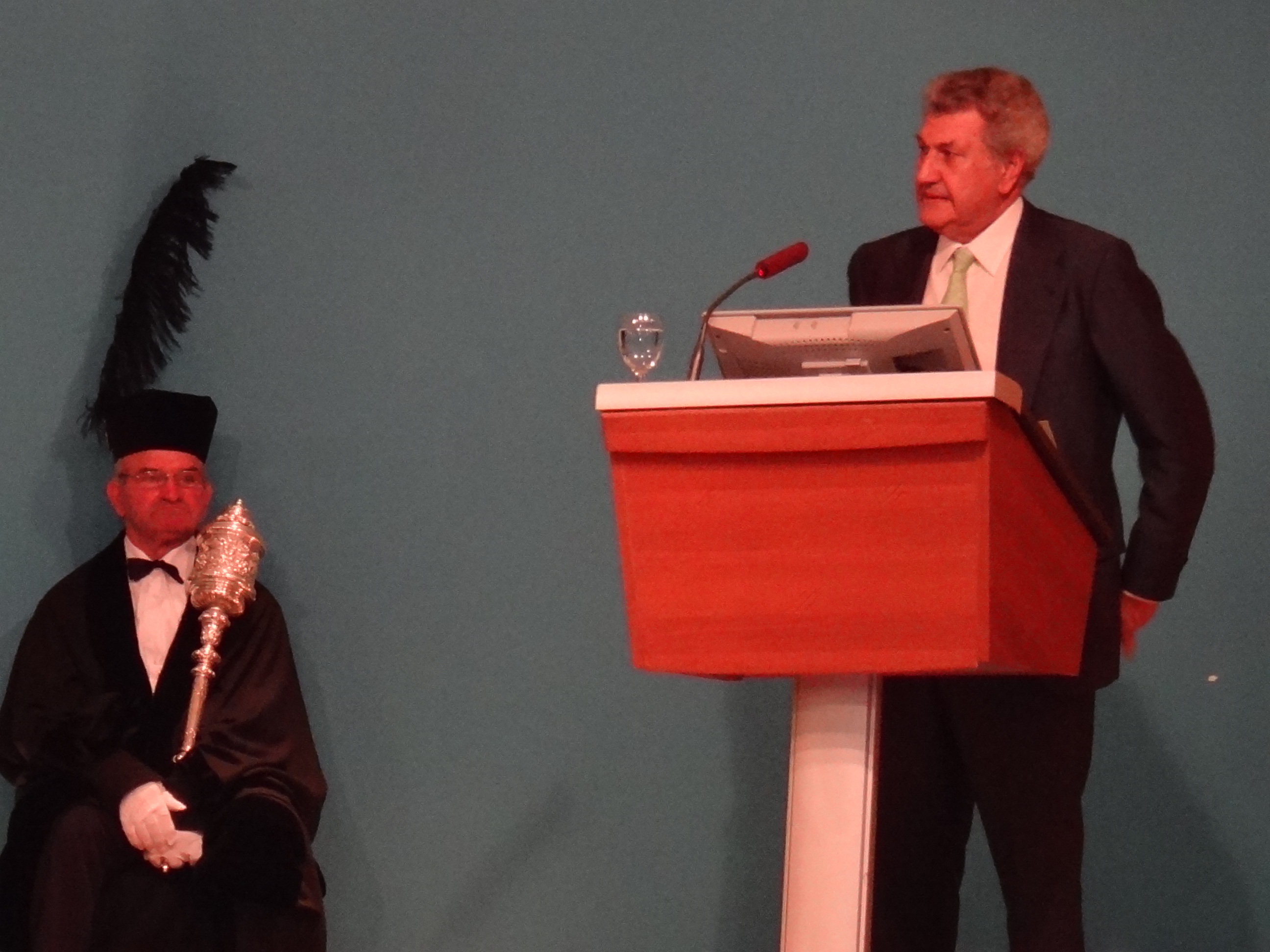
Posada impartiendo una conferencia.

Fue gobernador civil de Huelva entre 1979 y 1981 y procurador por la circunscripción electoral de Soria en las Cortes de Castilla y León en 1983. Fue nombrado consejero de Fomento de la Junta de Castilla y León en 1987, bajo la presidencia autonómica de José María Aznar. Tras la dimisión de éste en 1989 para hacerse con el liderazgo del Partido Popular, Posada fue investido presidente de la Junta de Castilla y León, cargo en el que se mantuvo hasta 1991, cuando se apartó de la candidatura autonómica en beneficio de Juan José Lucas. Posteriormente, fue designado senador por las Cortes de Castilla y León.

### Ministro del Gobierno
En las elecciones generales de 1993 fue elegido diputado por la circunscripción electoral de Soria, cargo que ha ido revalidando en sucesivas convocatorias electorales. Fue nombrado ministro de Agricultura, Pesca y Alimentación en 1999, en el gobierno de José María Aznar. En 2000 se hizo cargo del Ministerio de Administraciones Públicas, hasta su cese en 2002.

### Presidente del Congreso de los Diputados
El 13 de diciembre de 2011 fue elegido presidente del Congreso de los Diputados para la X Legislatura con 202 votos a favor de los 350 diputados de la Cámara Baja, al contar con el apoyo del Partido Popular y Convergencia y Unión.

## Cargos desempeñados
- Gobernador civil de Huelva (1979-1981).
- Director general de Transportes Terrestres (1981-1982)
- Procurador por Soria en las Cortes de Castilla y León (1983-1993).
- Consejero de Fomento de la Junta de Castilla y León (1987-1989).
- Presidente de la Junta de Castilla y León (1989-1991).
- Diputado por Soria en el Congreso de los Diputados (desde 1993).
- Ministro de Agricultura, Pesca y Ganadería (1999-2000).
- Ministro de Administraciones Públicas (2000-2002).
- Presidente del Congreso de los Diputados (2011-2016).

## Distinciones
- Gran Cruz de la Real y Muy Distinguida Orden de Carlos III (2002)[5]